# Basedowstraße 1 (Magdeburg)

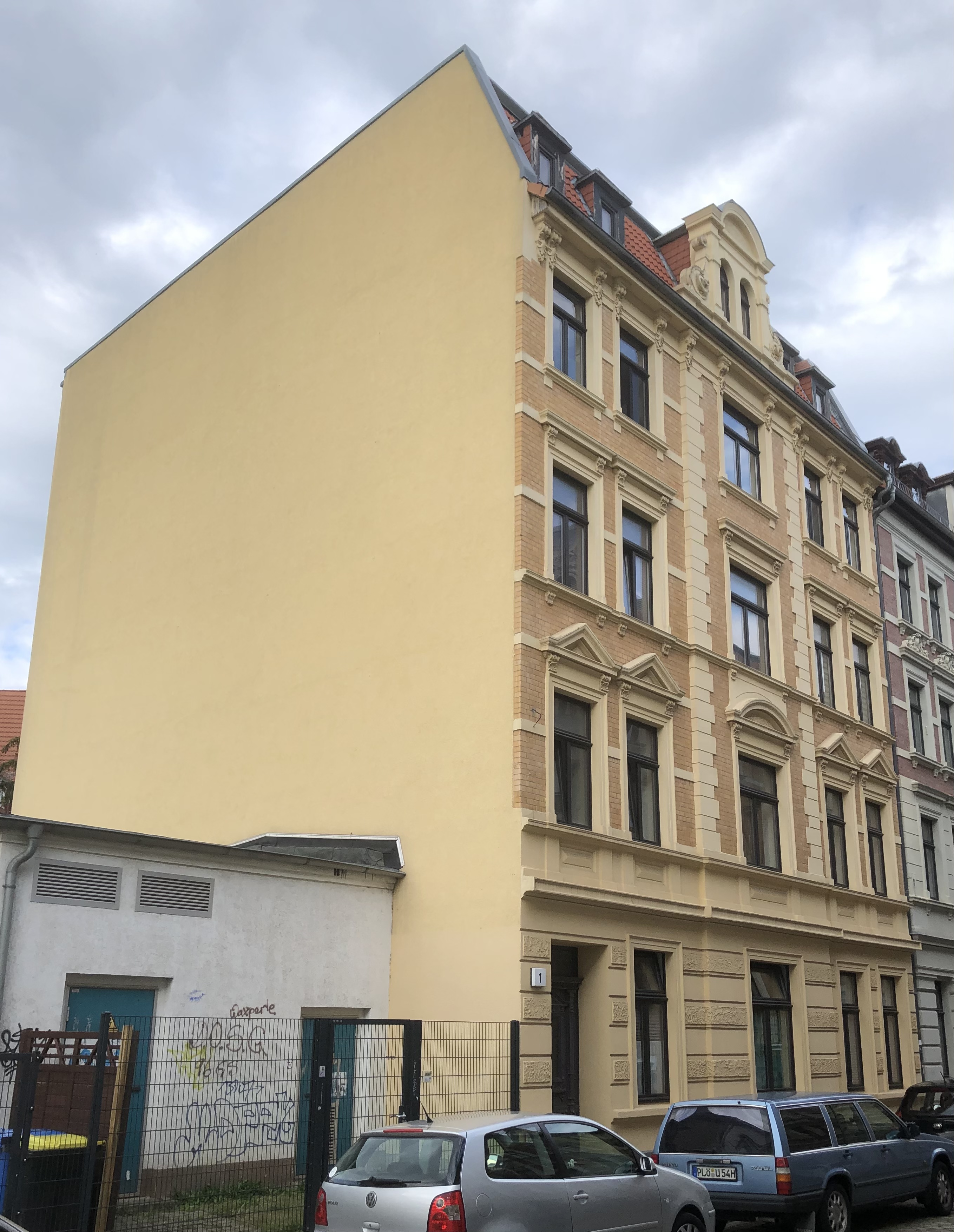
Basedowstraße 1 im Jahr 2021

Das Gebäude Basedowstraße 1 ist ein denkmalgeschütztes Wohnhaus in Magdeburg in Sachsen-Anhalt.

## Lage
Es befindet sich auf der Nordseite der Basedowstraße im Magdeburger Stadtteil Buckau. Unmittelbar östlich grenzt das gleichfalls denkmalgeschützte Haus Basedowstraße 3 an. Zugleich gehört es zum Denkmalbereich Basedowstraße.

## Architektur und Geschichte
Das viergeschossige Wohnhaus entstand im Jahr 1894 nach einem Entwurf des Baumeisters Schmidt. Der Ziegelbau verfügt über eine fünfachsige Fassade die durch Putzelemente der Neorenaissance gegliedert wird. Die mittlere Achse tritt als flacher Mittelrisalit hervor und wird von einem Volutengiebel abgeschlossen.
Im örtlichen Denkmalverzeichnis ist das Wohnhaus unter der Erfassungsnummer 094 17760 als Baudenkmal verzeichnet.
Das Haus gilt als Teil des gründerzeitlichen Straßenzugs als städtebaulich bedeutsam.